# 老虎须
老虎须（学名：Tylophora arenicola）为夹竹桃科娃儿藤属的植物，为中国的特有植物。分布于中国大陆的广东、广西等地，见于海边沙地以及平原旷野灌木丛中，目前尚未由人工引种栽培。